# Le Travail de la liberté
Le travail de la liberté est le titre d'un essai de Robert Misrahi. L'auteur déclare avoir écrit une synthèse de son œuvre consacrée à la philosophie du bonheur dont une racine s'appuie sur la philosophie de la joie de Spinoza.

## Présentation générale

### L'origine du projet
Robert Misrahi donne dans l'avant-propos de l'ouvrage l'origine et la genèse du projet.
Il s'agit pour lui d'« écrire une synthèse de ma pensée pour travailler à une meilleure saisie de mon propos d'ensemble et de mes réflexions particulières. [.] je dresse comme un bilan. [.] ce sera le bilan d'une œuvre. ».
Il donne pour objectif à ce travail de « valoir comme second commencement. En effet, ce projet ne me concerne pas seul. L'enrichissement visé par une éthique philosophique concerne aussi bien le lecteur que l'auteur. ».
Il pense que « la synthèse devrait assurément mieux atteindre son objectif que mes œuvres éparses,[.] et répondre à l'attente d'un lecteur souhaitant disposer de matériaux réflexifs cohérents pour fonder sa propre vie et orienter sa propre action ».
Dans toute son œuvre, Robert Misrahi précise les raisons et détaille les modalités qui font de sa philosophie humaniste et existentialiste une manière de vivre. Cette œuvre s'inscrit dans la pratique de la sagesse : la prosophia.

### Sommaire de l'ouvrage
Le sommaire se trouve en fin d'ouvrage.
- Avant propos

1. Les fondations
  1. Historicité et Laïcité
  2. Les tâches concrètes de la philosophie
  3. Le Sujet comme Désir
2. L'édifice
  1. La Conversion
  2. L'éthique de la Joie
  3. La politique de l'Accomplissement

- Conclusion
- Glossaire
- Bibliographie de Robert Misrahi (établie par Maurice Barbot et Marc Haffen)
  - Remerciements
  - Présentation
  - Livres, traductions, articles, entretiens et recensions publiés
  - Inédits
  - Thèses de doctorat sous la direction de Robert Misrahi
  - Cours de Robert Misrahi professés à la Sorbonne
  - Documents audio visuels

## Découverte
L'auteur a utilisé volontairement et assume le choix d'un vocabulaire vernaculaire. Il utilise les concepts qu'il a défini et détaillé dans son œuvre et dont il a synthétisé la présentation dans 100 mots pour construire son bonheur'.
Chapitre 1 : Les fondations

### Le Sujet comme Désir

#### Le régime empirique de l'existence
Chapitre 2 : L'édifice

## Accueil
Robert Misrahi reconnait que « j'avais publié [.] un ouvrage dont nous [l'auteur, Nicolas Martin, Antoine Spire, Dominique-Emmanuel Blanchard] étions tous satisfaits mais qui n'avait pas eu la diffusion que nous espérions. Il s'agit du travail de la liberté en 2008 » .